# Loisy (Meurthe-et-Moselle)
Loisy is een gemeente in het Franse departement Meurthe-et-Moselle (regio Grand Est) en telt 333 inwoners (2004). De plaats maakt deel uit van het arrondissement Nancy.

## Geografie
De oppervlakte van Loisy bedraagt 5,6 km², de bevolkingsdichtheid is 59,5 inwoners per km².
De onderstaande kaart toont de ligging van Loisy (Meurthe-et-Moselle) met de belangrijkste infrastructuur en aangrenzende gemeenten.

## Demografie
De figuur toont het verloop van het inwonertal (bron: INSEE-tellingen).